# Pavel Frants
Pavel Frants är en sovjetisk/rysk tidigare bandyspelare, född 1 april 1968, moderklubb Stroitel, där han från säsongen 2016-17 är tränare. Har också spelat i IFK Vänersborg, Nässjö IF, HK Vodnik, Dynamo Moskva och Dynamo Kazan. Han var den siste kvar i ryska landslaget som också har spelat för Sovjet och OSS. Under Rossijaturneringen 1980 i Syktyvkar var han med bland prisutdelarna.